# CPB2
CPB2 (англ. Carboxypeptidase B2) – білок, який кодується однойменним геном, розташованим у людей на короткому плечі 13-ї хромосоми. Довжина поліпептидного ланцюга білка становить 423 амінокислот, а молекулярна маса — 48 424.
| 10         |  | 20         |  | 30         |  | 40         |  | 50         |
| ---------- |  | ---------- |  | ---------- |  | ---------- |  | ---------- |
| MKLCSLAVLV |  | PIVLFCEQHV |  | FAFQSGQVLA |  | ALPRTSRQVQ |  | VLQNLTTTYE |
| IVLWQPVTAD |  | LIVKKKQVHF |  | FVNASDVDNV |  | KAHLNVSGIP |  | CSVLLADVED |
| LIQQQISNDT |  | VSPRASASYY |  | EQYHSLNEIY |  | SWIEFITERH |  | PDMLTKIHIG |
| SSFEKYPLYV |  | LKVSGKEQAA |  | KNAIWIDCGI |  | HAREWISPAF |  | CLWFIGHITQ |
| FYGIIGQYTN |  | LLRLVDFYVM |  | PVVNVDGYDY |  | SWKKNRMWRK |  | NRSFYANNHC |
| IGTDLNRNFA |  | SKHWCEEGAS |  | SSSCSETYCG |  | LYPESEPEVK |  | AVASFLRRNI |
| NQIKAYISMH |  | SYSQHIVFPY |  | SYTRSKSKDH |  | EELSLVASEA |  | VRAIEKISKN |
| TRYTHGHGSE |  | TLYLAPGGGD |  | DWIYDLGIKY |  | SFTIELRDTG |  | TYGFLLPERY |
| IKPTCREAFA |  | AVSKIAWHVI |  | RNV        |  |            |  |            |

A: Аланін

C: Цистеїн

D: Аспарагінова кислота

E: Глутамінова кислота

F: Фенілаланін

G: Гліцин

H: Гістидин

I: Ізолейцин

K: Лізин

L: Лейцин

M: Метіонін

N: Аспарагін

P: Пролін

Q: Глутамін

R: Аргінін

S: Серин

T: Треонін

V: Валін

W: Триптофан

Кодований геном білок за функціями належить до гідролаз, протеаз, металопротеаз, карбоксипептидаз. 
Задіяний у таких біологічних процесах, як зсідання крові, гемостаз, фібриноліз, альтернативний сплайсинг. 
Білок має сайт для зв'язування з іонами металів, іоном цинку. 
Секретований назовні.